# 第57师团
第57师团（日语：／ Dai-gojūnana Shidan）是大日本帝國陸軍一个步兵师团。它的代号是奥兵团（Oku Heidan） 。该师于1940年7月10日在弘前市作为后备部队组建。它的呼号“奥”取自本州北部东北地方的古名“奥州”。师团核心是原第8師團的师部。该师的兵员主要来自青森县、岩手县、山形县和秋田县。第57师最初由裕仁天皇直接指挥，但在1940年12月2日被分配给北部軍。

## 历史
1941年8月1日，该师与第51师一起参加关东军演习（实际上是对可能与苏联发生大规模冲突的动员），演习结束后被分配到关东军第3军。 1941年8月9日，与苏联开战的准备工作被正式取消，第57师团被重新分配到第4军。
1941年至1945年，该师驻守在黑龙江沿海保护满洲国边境。1945年3月，第57师团的任务由新组建的第125师团取代。第57师团随后被派往福冈，最终加入保卫东京地区的第36军。至1945年4月18日，该师基本完成了到福冈的海上转移任务。由于冲绳战役的失败，1945年5月10日，第57师团的作战计划被取消，并被重新分配至第16方面军以应对盟军计划的没落行动。该师于1945年8月15日在福冈接到投降命令。该师团自建立以来没有经历过任何战斗。